# Pitts Model 12
Le Pitts Model 12, surnommé « Bolshoi » ou « Macho Stinker » est un biplan acrobatique de haute-performance conçu autour du moteur Vedeneyev M14P. L'avion peut être construit à partir de plans, de kit, ou être acheté comme produit fini.

## Conception et Développement
Le Pitts Model 12 a été conçu par Curtis Pitts dès 1993. Ce dernier présenta son concept final lors de son 80e anniversaire en décembre 1995.
Le Pitts Model 12 est un biplan construit en utilisant une tubulure d'acier recouverte de toile pour le fuselage, et des ailes recouvertes de toile supportées par un longeron de bois. Le bord d'attaque est fait de feuilles de contreplaqué formées. Le train d'atterrissage est fait entièrement d'aluminium.

## Variantes
Il y a plusieurs variantes
- Construit avec les plans
- Modèle HP - construit avec un kit
- Modèle 12S - construit en usine
- Une variante monoplace appelée "The Beast" fut construite par les Jim Kimball Enterprises[2].

## Sources
- (en) Cet article est partiellement ou en totalité issu de l’article de Wikipédia en anglais intitulé « Pitts Model 12 » (voir la liste des auteurs).

1. ↑  « Pitts Model 12 History » (consulté le 23 août 2011)
2. ↑  « Beast Airshows » [archive du 26 août 2011] (consulté le 23 août 2011)